# Club Balonmano Solúcar
El Club Balonmano Solúcar, más conocido como Solúcar, es un club de balonmano femenino fundado en 1985de Sanlúcar La Mayor, Sevilla.
Este club sevillano acoge equipos de todas las categorías, desde alevín hasta senior, pasando por infantiles, cadetes y juveniles.Su primer equipo participa en la actualidad en la División de Honor Plata y la mayoría de sus jugadoras vienen de la cantera.

## Historia
El club sevillano se funda en 1985 y, en el año 1992, compran la plaza en la máxima competición nacional del Balonmano Dos Hermanas para competir en una liga superior. Con Pepe Robayo como alma mater, es la persona que entrena al equipo principal desde casi su fundación.
En 2003 se estableció legalmente como Club Balonmano Solúcar debido, sobre todo, a lo Ley de Sociedades Anónimas Deportivas y, hasta el año 2010, estuvo a punto de subir a la División de Honor antes del 2010compitiendo, de 2002 a 2009, en la División de Honor Plata (segunda división nacional).
El equipo estuvo jugando en la liga autonómica casi 15 años hasta que, en 2022, jugó la fase de ascenso a la División de Honor Plata tras ganar la fase andaluza y no perder ningún partido durante la temporada, ascendiendo al final de la temporada.

### Grandes jugadoras
Del equipo sevillano han salido jugadoras como Luisa García Toro o Patricia Conejero, campeonas del mundo de balonmano playa en 2016 o Almudena Gutiérrez, internacional con España y campeona de liga con el Costa del Sol.

## Premios y galardones
- Premio Sanluqueño del Año (Ayuntamiento de Sanlúcar, 2009)[10]
- Premio Sevilla Joven de Deporte (Instituto Andaluz de la Juventud IAJ, 2010).[1]